# Daniel Brosinski
Daniel Brosinski est un footballeur allemand né le 17 juillet 1988 à Karlsruhe. Il évolue actuellement au poste d'arrière droit pour le Karlsruher SC. Il a été formé au Karlsruher SC.